# اليهودية والعبودية

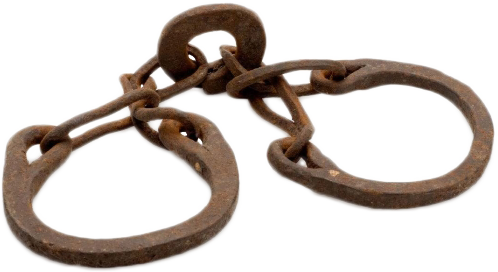

تختلف وجهات النظر اليهودية حول العبودية من الناحية الدينية والتاريخية. تحتوي النصوص الدينية القديمة والقرطوسية على العديد من القوانين حول ملكية العبيد والتعامل معهم. والنصوص التي تحتوي على مثل هذه اللوائح تشمل التناخ، والتلمود، والمشناه ومشناه توراة للحاخام موسى بن ميمون، وشولحان عاروخ من قبل الحاخام يوسف كارو. تشبه قوانين العبودية الإسرائيلية الأصلية الموجودة في التوراة بعضًا من قوانين العبودية في القرن الثامن عشر قبل الميلاد في شريعة حمورابي. وتغيرت اللوائح بمرور الوقت. احتوت التوراة على مجموعتين من القوانين، واحدة للعبيد الكنعانيين، ومجموعة قوانين أكثر تساهلاً للعبيد العبرانيين. من وقت أسفار موسى الخمسة، تم تطبيق القوانين المخصصة للكنعانيين على جميع العبيد من غير العبرانيين. وتحتوي قوانين العبودية في التلمود، والتي تعود من القرن الثاني حتى القرن الخامس الميلادي، على مجموعة واحدة من القواعد للتعامل مع جميع العبيد، على الرغم من وجود بعض الاستثناءات القليلة حيث يعامل العبيد من العبرانيين بشكل مختلف عن العبيد غير العبرانيين. وتشمل القوانين عقوبة لأصحاب العبيد الذين يسيئون معاملة عبيدهم. في العصر الحديث، عندما سعت حركة إلغاء العبودية إلى حظر العبودية، استخدم أنصار العبودية القوانين لتوفير التبرير الديني لممارسة العبودية.
تاريخياً، كان بعض اليهود يمتلكون العبيد ويتاجرون بهم. وكانوا لاعبين مهمين في تجارة الرقيق في العصور الوسطى في أوروبا حتى حوالي القرن الثاني عشر. لكن، تم نشر العديد من الأعمال العلمية لدحض الإشاعات المعادية للسامية حول السيطرة اليهودية على تجارة الرقيق في أفريقيا والأمريكتين في القرون اللاحقة، وإظهار أن اليهود ليس لديهم تأثير كبير أو مستمر على تاريخ العبودية في العالم الجديد. حيث كان لديهم عبيد أقل بكثير بالمقارنة مع غير اليهود في كل الأراضي الإسبانية في أمريكا الشمالية ومنطقة البحر الكاريبي، ولم يلعبوا في أي وقت دورًا رائدًا كممولين أو مالكي سفن أو من عوامل في تجارة الرقيق عبر المحيط الأطلسي أو الكاريبي.